# فرودگاه گد
فرودگاه گد (به انگلیسی: Gode Airport) یک فرودگاه همگانی با کد یاتا GDE است . این فرودگاه در کشور اتیوپی قرار دارد و در ارتفاع ۲۵۴ متری از سطح دریا واقع شده‌است.

## شرکت‌های هواپیمایی و مقصدهای پروازی
| شرکت‌های هواپیمایی | مقصدهای پروازی                      |
| ----------------- | ----------------------------------- |
| هواپیمایی اتیوپی  | بوول، ابا تنا دجازماچ ییلما، Jijiga |